# M2M
M2M (машино-машинна взаємодія, англ. Machine-to-Machine, Mobile-to-Machine, Machine-to-Mobile) — загальна назва технології, яка дозволяє просто, надійно та вигідно забезпечити передачу даних між різними пристроями.
Ринок рішень на базі мобільного M2M існує понад 20 років. За оцінками Harbor Research на кінець 2010 року у світі налічувалося кілька десятків мільярдів так званих «розумних» пристроїв (smart devices) — електронних машин, здатних взаємодіяти між собою.

## Види М2М
1. Стаціонарний М2М забезпечує використання різноманітних рішень: управління технологічними процесами, охоронний моніторинг, платіжні термінали, лічильники, автомати роздрібної торгівлі;
2. Мобільний М2М дозволяє управляти автопарком та передбачає велику кількість автомобільних додатків. Авторинок дає безліч можливостей для використання М2М як бортового пристрою, здатного здійснювати моніторинг, діагностику, навігацію, позиціювання, охорону та власне мобільний зв'язок.

## Способи реалізації М2М-рішень
- DTMF — дозволяє посилати кодовані повідомлення, використовуючи звичайні голосові канали. Це може ефективно використовуватися для потреб охорони (DTMF-формати передачі інформації, наприклад, Contact ID), найпростішого дистанційного управління, для контролю за персональною інформацією, наприклад, в голосовій пошті. Зазвичай автовідповідач запитує пароль для допуску в меню. Це основна М2М-можливість, яка використовується в більшості мереж.
- SMS — сервіс коротких повідомлень. Там, де оператори стільникового зв'язку надають цей сервіс, для користувачів М2М-технологій відкриваються величезні можливості. Головна перевага SMS — це те, що повідомлення може бути передано за мілісекунди та містити велику кількість інформації. SMS відкриває можливості для більшості фіксованих і мобільних М2М-додатків, таких як автомати роздрібної торгівлі, платіжні термінали, комунальне господарство та ін.
- DATA і «Always on» DATA — модемний зв'язок. Використання комутованих каналів для передачі інформації обмежена низькою, порівняно з виділеними каналами «Always on» DATA, швидкістю передачі інформації. Системи передачі пакетної інформації GPRS або CDPD вже доступні і дозволяють здійснювати інтерактивні комунікації в реальному часі. «Always on» DATA є ключовим орієнтиром у розвитку М2М. З розвитком GPRS і CDPD стали можливими телемедицина та розваги.
- WAP-IP призначені для рішень «людина-машина» (man-to-machine), і починають ставати буденними для електронних замовлень, покупок і платежів, об'єднуючи в собі інформаційний сервіс та додатки з управління і моніторингу. Для автоматів роздрібної торгівлі мережа WAP-IP могла б підготувати платформу для розвитку охоронних та антивандальних систем.
- 3G. Третє покоління стільникового зв'язку забезпечує необмежені можливості в телекомунікаційному середовищі, коли всі машини та обладнання для побудови мереж відповідає одному і тому ж протоколу.

## Застосування М2М
- Системи доступу. Дають можливість певній групі людей за допомогою свого стільникового телефону заходити в певні приміщення, відкривати електронні замки, двері та ін. Такі дії здійснюються за допомогою звичайного телефонного дзвінка або після відправлення певного коду.
- Системи охорони приміщень. М2М-рішення дозволяють здійснювати дистанційну бездротову охорону приміщень. Дає можливість користувачам систем самостійно дистанційно ставити-знімати з охорони такі приміщення. Також можлива дистанційна передача відео чи зображень за допомогою GSM.
- Системи безпеки. Бездротові системи безпеки (пожежна, аварійна, персональна та ін.). М2М дозволяє незалежно і дистанційно відслідковувати стан об'єктів та за необхідності автономно посилати сигнали тривоги або інформацію про стан об'єктів.
- Дистанційний контроль та управління «домашнім» обладнанням. Дає можливість за допомогою мобільного телефону дистанційно здійснювати контроль домашньої техніки, підтримувати певні умови в приміщеннях, дистанційно керувати домашньою технікою (обігрівачі, кондиціонери, сауни та ін.).
- Автотранспорт і моніторинг рухливих об'єктів. Застосування систем M2M на транспорті практично необмежена. Це і автоматичні повідомлення про аварії в службу порятунку, з повідомленням точних координат місцезнаходження; системи проти викрадення авто; надання менеджеру транспортної компанії інформації про рух автомобіля, його технічний стан, охорону вантажу.
- Автомати з продажу, кавові автомати, платіжні термінали, банківські та касові автомати та ін. М2М-обладнання дозволяє дистанційно контролювати стан, дистанційно охороняти вендінгове обладнання, збирати інформацію про стан роботи, здійснювати контроль працездатності обладнання.
- Охорона здоров'я. М2М дозволяє проводити віддалену діагностику пацієнтів; надавати допомогу людям з обмеженими можливостями; автоматизувати екстрені виклики.